# العلاقات الأوغندية العمانية
العلاقات الأوغندية العمانية هي العلاقات الثنائية التي تجمع بين أوغندا وسلطنة عمان.

## مقارنة بين البلدين
هذه مقارنة عامة ومرجعية للدولتين:
| وجه المقارنة                                              | أوغندا                        | سلطنة عمان    |
| --------------------------------------------------------- | ----------------------------- | ------------- |
| المساحة (كم2)                                             | 241.04 ألف                    | 309.50 ألف    |
| عدد السكان (نسمة)                                         | 42.86 مليون                   | 4.64 مليون    |
| الكثافة السكانية (ن./كم²)                                 | 177.81                        | 14.99         |
| العاصمة                                                   | كامبالا                       | مسقط          |
| اللغة الرسمية                                             | لغة إنجليزية، اللغة السواحلية | اللغة العربية |
| العملة                                                    | شيلينغ أوغندي                 | ريال عماني    |
| الناتج المحلي الإجمالي (بليون دولار)                      | 25.89 مليار                   | 72.64 مليار   |
| الناتج المحلي الإجمالي (تعادل القوة الشرائية) بليون دولار | 72.25 مليار                   | 179.49 مليار  |
| الناتج المحلي الإجمالي الاسمي للفرد دولار أمريكي          | 705                           | 15.55 ألف     |
| الناتج المحلي الإجمالي للفرد دولار أمريكي                 | 1.77 ألف                      | 38.63 ألف     |
| مؤشر التنمية البشرية                                      | 0.483                         | 0.793         |
| رمز المكالمات الدولي                                      | +256                          | +968          |
| رمز الإنترنت                                              | .ug                           | عمان          |
| المنطقة الزمنية                                           | ت ع م+03:00                   | ت ع م+04:00   |

## منظمات دولية مشتركة
يشترك البلدان في عضوية مجموعة من المنظمات الدولية، منها:
| علم المنظمة | اسم المنظمة                               | تاريخ انضمام أوغندا | تاريخ انضمام سلطنة عمان |
| ----------- | ----------------------------------------- | ------------------- | ----------------------- |
|             | مؤسسة التنمية الدولية                     | 27 سبتمبر 1963      | 1973                    |
|             | يونسكو                                    | 9 نوفمبر 1962       | 10 فبراير 1972          |
|             | وكالة ضمان الاستثمار متعدد الأطراف        | 10 يونيو 1992       | 1989                    |
|             | الأمم المتحدة                             | 25 أكتوبر 1962      | 7 أكتوبر 1971           |
|             | الفريق المعني برصد الأرض                  | ?                   | ?                       |
|             | الاتحاد البريدي العالمي                   | ?                   | ?                       |
|             | البنك الدولي للإنشاء والتعمير             | 27 سبتمبر 1963      | 1971                    |
|             | منظمة التعاون الإسلامي                    | ?                   | 1970                    |
|             | منظمة حظر الأسلحة الكيميائية              | ?                   | ?                       |
|             | الاتحاد الدولي للاتصالات                  | 8 مارس 1963         | 28 أبريل 1972           |
|             | مؤسسة التمويل الدولية                     | 27 سبتمبر 1963      | 1973                    |
|             | المركز الدولي لتسوية المنازعات الاستشارية | 14 أكتوبر 1966      | 1995                    |
|             | منظمة التجارة العالمية                    | ?                   | 2000                    |
|             | منظمة الشرطة الجنائية الدولية             | ?                   | ?                       |

## وصلات خارجية
- موقع وزارة الخارجية الأوغندية
- موقع وزارة الخارجية العمانية